# Архідиякон
Архідия́кон (грец. Αρχιδιάκονος від дав.-гр. ἀρχι- — «головний», «старший» та διάκονος — «диякон», «служитель») — старший з дияконів, серед священників-монахів — старший ієродиякон. Сан архідиякона отримується через спільне для всіх дияконів Таїнство Священства першого ступеня — диякон.
В сучасній Римо-Католицькій Церкві мало використовується. У монастирях Російської православної церкви практикується назва «архідиякон».
У Православній Церкві — почесний титул для диякона, що служить при патріархові. У РПЦ він може бути із білого духовенства.

## Відомі архідиякони
- Стефан (апостол)
- Святий Лаврентій
- Павло Алепський
- Євпл Катанський
- Єжи Казимир Анцута
- Михайло (Куземський)
- Антоненко Георгій Карпович[ru]
- Мазур Андрій Лазаревич[ru]